# 닥터스 (드라마)
《닥터스》는 2016년 6월 20일부터 2016년 8월 23일까지 방영한 SBS 월화 드라마이다.

## 줄거리
의사 조직 속 학벌, 출신 등의 편견과 환자와 의사 관계를 파헤치며 세상이 변해도 히포크라테스의 가치를 지키고 살아가는 의사들의 이야기로, 더 이상 내려갈 바닥이 없는 여자와 가슴보단 머리로 사랑하는 현실적인 남자가 사제지간에서 의사 선후배로 만나 평생에 단 한 번 뿐인 사랑을 통해 변화하고 성장해가는 메디컬 드라마.

## 등장인물
(†) 표시는 드라마 중간에 사망한 인물을 나타냅니다.

### 주요 인물
- 김래원 : 홍지홍 역 (아역 길정우, 박솔로몬) - 과거 혜정의 고교 담임, 현재 국일병원 신경외과 교수
- 박신혜 : 유혜정 역 (아역 갈소원) - 국일병원 신경외과 펠로우
- 윤균상 : 정윤도 역 - 국일병원 신경외과 스탭, 정수그룹 장남
- 이성경 : 진서우 역 - 혜정과 고등학교 동창, 국일병원 신경외과 펠로우

### 홍지홍의 주변 인물
- 이호재 : 홍두식 역 † - 지홍의 양아버지, 국일병원 이사장
- 유다인 : 조인주 역 - 국일병원 일반외과 전문의

### 유혜정의 가족
- 김영애 : 강말순 역 † - 혜정의 할머니
- 정해균 : 유민호 역 - 혜정과 유나의 친아버지
- 박지아 : 이가진 역 - 유나의 어머니이자 혜정의 의붓어머니
- 한보배 : 유유나 역 - 혜정의 이복동생

### 유혜정의 주변 인물
- 지수 : 김수철 역 - 혜정의 방황기 남자친구 (신스틸러)
- 문지인 : 천순희 역 - 혜정의 절친, 수니하와이 사장

### 진서우의 가족
- 전국환 : 진성종 역 - 서우의 할아버지, 국일병원 부이사장
- 엄효섭 : 진명훈 역 - 서우의 아버지, 국일병원 원장
- 윤해영 : 윤지영 역 - 서우의 어머니

### 국일병원 사람들
- 장현성 : 김태호 역 - 국일병원 부원장, 신경외과 과장
- 김강현 : 강경준 역 - 신경외과 레지던트 4년차, 의국장
- 백성현 : 피영국 역 - 신경외과 레지던트 3년차, 서우의 친구
- 조현식 : 안중대 역 - 신경외과 레지던트 2년차
- 김민석 : 최강수 역 - 신경외과 레지던트 1년차
- 정진 : 백호민 역 - 일반외과 과장, 병원 홍보실장
- 이선호 : 정파란 역 - 일반외과 교수, 지홍의 친구, 윤도의 삼촌
- 최성재 : 황보태양 역 - 일반외과 레지던트 1년차
- 미상 : 이정희 역 - 수간호사
- 표예진 : 현수진 역 - 5년차 간호사
- 지이수 : 유별 역 - 2년차 간호사

### 그 외 인물
- 박영수 : 남양여고 교사 역
- 남문철
- 김대성 : 클럽 DJ 역
- 공다임 : 최미라 역
- 김민철 : 김수철의 친구 역
- 이진권 : 김수철의 친구 역
- 손장우 : 임산부 환자 아들 역
- 전지안 : 비행기 승객 환자 역
- 임지규 : 보스한테 복수하러 온 사람 역
- 진선규 : 김치현 역 - 국일병원 분원 외과 과장 역
- 고우림 : 남해 역
- 최정후 : 남달 역
- 정동규 : 나민수 의원 역
- 여회현 : 최영수 역
- 홍승범 : 변호사 역
- 이서환 : 음반가게 사장 역
- 김혜윤 : 진서우의 학교 친구 여고생 역

### 특별출연
- 이기우 : 공병두 역 - 조직 폭력배 보스
- 이준혁 : 공병두의 부하 역
- 정경순 : 오영미 역 - 식당 주인
- 임지연 : 이수정 역 - 양궁 최연소 금메달리스트
- 한혜진 : 조수지 역
- 조달환 : 안성수 역 - 조수지의 스토커
- 남궁민 : 남바람 역 - 남해, 남달의 아버지 / 택배 배달원
- 이상엽 : 김우진 역 - 예비 신랑
- 이봄소리

## 촬영지
- 양수철교
- 인천보건고등학교
- 수니 하와이(봉주르 하와이)
- 청라호수공원
- 마장저수지
- 벽초지문화수목원

## 시청률
아래의 파란색 숫자는 '최저 시청률'이고, 빨간색 숫자는 '최고 시청률'입니다. 시청률조사회사와 지역별로 시청률에 차이가 있을 수 있습니다.
| 2016년      | 2016년      | 2016년          | 2016년        | 2016년          | 2016년        |
| 회차        | 방송일      | TNmS 시청률     | TNmS 시청률   | AGB 시청률      | AGB 시청률    |
| 회차        | 방송일      | 대한민국 (전국) | 서울 (수도권) | 대한민국 (전국) | 서울 (수도권) |
| ----------- | ----------- | --------------- | ------------- | --------------- | ------------- |
| 제1회       | 6월 20일    | 11.4%           | 15.1%         | 12.9%           | 14.7%         |
| 제2회       | 6월 21일    | 12.4%           | 16.9%         | 14.2%           | 16.2%         |
| 제3회       | 6월 27일    | 12.8%           | 16.5%         | 14.4%           | 16.9%         |
| 제4회       | 6월 28일    | 14.6%           | 17.8%         | 15.6%           | 18.0%         |
| 제5회       | 7월 4일     | 16.1%           | 20.7%         | 18.4%           | 20.2%         |
| 제6회       | 7월 5일     | 16.8%           | 20.8%         | 19.7%           | 21.6%         |
| 제7회       | 7월 11일    | 18.4%           | 22.3%         | 18.8%           | 21.3%         |
| 제8회       | 7월 12일    | 17.8%           | 20.3%         | 19.2%           | 21.1%         |
| 제9회       | 7월 18일    | 16.8%           | 20.0%         | 19.4%           | 21.5%         |
| 제10회      | 7월 19일    | 17.2%           | 19.9%         | 19.3%           | 22.6%         |
| 제11회      | 7월 25일    | 17.2%           | 20.2%         | 19.2%           | 21.9%         |
| 제12회      | 7월 26일    | 18.2%           | 20.9%         | 18.7%           | 21.7%         |
| 제13회      | 8월 1일     | 17.6%           | 20.6%         | 18.5%           | 20.8%         |
| 제14회      | 8월 2일     | 17.2%           | 21.2%         | 19.6%           | 21.8%         |
| 제15회      | 8월 8일     | 20.0%           | 23.3%         | 21.3%           | 23.1%         |
| 제16회      | 8월 9일     | 18.4%           | 21.4%         | 20.6%           | 22.4%         |
| 제17회      | 8월 15일    | 20.6%           | 23.8%         | 20.8%           | 22.8%         |
| 제18회      | 8월 22일    | 16.2%           | 19.7%         | 17.8%           | 19.6%         |
| 제19회      | 8월 22일    | 16.1%           | 19.5%         | 19.5%           | 22.0%         |
| 제20회      | 8월 23일    | 17.9%           | 21.2%         | 20.2%           | 22.0%         |
| 평균 시청률 | 평균 시청률 | 16.7%           | 20.1%         | 18.4%           | 20.6%         |

## 결방 사유 및 연속 방송
- 2016년 8월 16일 : 2016년 하계 올림픽 중계방송 관계로 결방
- 2016년 8월 22일 : 밤 10시부터 2회 연속방송 (18회, 19회)

## 수상 경력
- 2016년 SBS 연기대상 장르&판티지 부문 남자 최우수연기상 김래원
- 2016년 SBS 연기대상 장르&판티지 부문 여자 최우수연기상, 10대 스타상 박신혜
- 2016년 SBS 연기대상 뉴스타상 김민석
- 2016년 SBS 연기대상 뉴스타상 문지인
- 2016년 제5회 아시아태평양 스타 어워즈 남자 신인상 윤균상
- 2017년 제53회 백상예술대상 TV부문 남자 신인연기상 김민석
- 2017년 제12회 서울 드라마 어워즈 한류 드라마 우수 작품상

## 동시간대 드라마
MBC 월화드라마
- 《몬스터》 : 2016년 3월 28일 ~ 2016년 9월 20일

한국방송공사 월화 미니시리즈
- 《뷰티풀 마인드》 : 2016년 6월 20일 ~ 2016년 8월 2일
- 《구르미 그린 달빛》 : 2016년 8월 22일 ~ 2016년 10월 18일

## 참고 사항
- KBS 2TV와 편성을 논의할 당시의 제목은 '여깡패 혜정'이었다.[3]
- 2010년 방송콘텐츠진흥재단이 주최한 제3회 드라마 극본 공모전 선정작이며, ‘상류사회’ 등의 하명희 작가가 대본을 맡은 메디컬 드라마이다.
- 2016년 12월 열린 제 29회 한국방송작가상 드라마 부문 후보에 한때 거론되었으나[4] 탈락하였다.
- 중간중간 등장하는 생뚱맞은 장면과 과도한 PPL이 극의 몰입도를 떨어뜨렸다는 지적을 받았다.[5]
- 지나친 음주 장면을 그려[6] 방송통신심의위원회로부터 '의견 제시' 조치를 받았다.